# Glenn Moody
Glenn Moody (19 juni 1964) is een Engels darter. Zijn eerste deelname aan een televisietoernooi was aan de BDO World Masters 2000. Hierin verloor hij al in de laatste 192 van de Ier Martin McCloskey. Hij nam in 2008 deel aan het World Professional Darts Championship 2008. In de eerste ronde schakelde hij hier Niels de Ruiter uit met 3 - 1. In de tweede ronde verloor hij van Mark Webster.

## Resultaten op Wereldkampioenschappen

### BDO
- 2008: Laatste 16 (verloren van Mark Webster met 1-4)